# Karl Fuchs (Politiker, 1876)
Karl Fuchs (* 7. August 1876 in Bielitz; † nach 1922) war ein deutscher Politiker und Abgeordneter der deutschen Minderheit im Schlesischen Parlament.

## Leben
Fuchs’ Vater war Besitzer einer Mühle und einer Bäckerei. Der Sohn arbeitete im Geschäft des Vaters mit, nachdem er die Mittelschule und den einjährigen Militärdienst absolviert hatte. Seit 1906 war er Mitglied im Gemeinderat von Bielitz und schon vor 1914 in verschiedenen Spitzenpositionen der deutschen Gewerbetreibenden Österreichs. 1922 wurde er Vize-Bürgermeister von Bielitz und vertrat die deutsch-bürgerlichen Parteien der Stadt. Fuchs war auch Vorsitzender der Deutschen Partei in Bielitz.
1922 wurde er in den Schlesischen Provinziallandtag gewählt. Hier gehörte er der deutsch-freisinnigen Rechten an.